# Trento (Wein)
Die Schaumweine, die mit der DOC-Bezeichnung Trento verkauft werden, besitzen ihre „kontrollierte Herkunftsbezeichnung“ seit 1993; diese wurde zuletzt am 7. März 2014 aktualisiert.

## Erzeugung
Es werden weiße und roséfarbene Spumante erzeugt. Diese werden aus den folgenden Rebsorten hergestellt: Chardonnay und/oder Pinot bianco und/oder Pinot nero und/oder Pinot Meunier. Bestimmte Mengenverhältnisse sind nicht vorgeschrieben.

## Anbaugebiet
Der Anbau ist in der autonomen Provinz Trento in folgenden Gemeinden genehmigt: Ala, Albiano, Aldeno, Arco, Avio, Besenello, Bleggio Inferiore, Bleggio Superiore, Brentonico, Caldonazzo, Calliano, Carzano, Castelnuovo, Cavedine, Cembra Lisignago, Cimone, Civezzano, Dorsino, Drena, Dro, Faedo, Altavalle, Garniga Terme, Giovo,  Isera, Ivano Fracena, Madruzzo, Lavis, Levico, Mezzocorona, Mezzolombardo, Mori, Nago-Torbole, Nave San Rocco, Nogaredo, Nomi, Novaledo, Ospedaletto, Padergnone, Pergine Valsugana, Pomarolo, Riva del Garda, Roncegno, Roveré della Luna, Rovereto, San Michele all’Adige, Scurelle, Segonzano, Spormaggiore, Stenico, Storo, Telve, Telve di Sopra, Tenna, Tenno, Terlago, Terragnolo, Ton, Trambileno, Trento, Vallarsa, Vezzano, Altopiano della Vigolana, Castel Ivano, Villa Lagarina, Volano und Zambana.
Im Jahr 2016 wurden von 1012 Hektar Rebfläche 76.103 Hektoliter DOC-Schaumwein produziert.